# Sarcophaga hainanensis
Sarcophaga hainanensis är en tvåvingeart som beskrevs av Ho 1936. Sarcophaga hainanensis ingår i släktet Sarcophaga och familjen köttflugor. Inga underarter finns listade i Catalogue of Life.